# Mijk van Dijk
Mijk van Dijk (11. listopada 1963.), njemački DJ, producent i glazbenik.
Mijk je rođen u gradu Geesthacht, u okrugu Lauenburg savezne države Schleswig-Holstein, a otac mu je nizozemskog podrijetla. S 13 godina preselio se u Soltau, u Donjoj Saskoj. 
Početkom 1980-ih otkrio je svoje zanimanje za sintesajzer i drum computer te je u jeseni 1988. započeo projekt s Hannesom Talirzom za produkciju vlastitih snimki house glazbe. Tada je ujedno radio kao novinar i uređivao je naslovne stranice časopisa i internetskih novina.
Godine 1990. objavio je svoju prvu solo izvedbu Loopzone – Hate / Les Enfants Du Paradis, dok je svoj planetarni uspjeh postigao s albumom Glow kojeg je 1997. godine prodao u više od 10 000 primjeraka. Najveći broj obožavatelja ima u Japanu, Njemačkoj i Engleskoj gdje je onda postigao i najveći uspjeh. Od početka njegove DJ karijere, najeksponiraniji  je dio rada vezan upravo uz samu produkciju. Tome je zaslužan i ogroman broj pjesama pripremljenih za video-igre i produkcija za većinu poznatijih njemačkih izdavača techna, među kojima se posebno ističe izdavač Superstition Records. Njegovi su albumi vrlo dobro prihvaćeni kako od publike, tako i od kritičara.
Početkom 2002. godine izdao je album Everyground, u Europi za Superstition, a u Japanu za Sony. Njegovi posljednji radovi: My house is your house, After the Darkness i How deep is your love ponovno su ga lansirali među najtraženije DJ-e na svijetu. Mijk je danas čest gost velikih techno priredbi u Europi, pa i u svijetu. Ne samo da je jedan on najplodnijih njemačkih DJ-eva i producenata elektroničke glazbe, već je autor glazbe za nekoliko prestižnih igara izdanih na PlayStationu  i PlayStationu 2, kao npr. Ghost in Shell. Manje-više redovito nastupa na Nature one, poznatom glazbenom festivalu koji se održava u Njemačkoj. Mijk je također poznat po svojim nastupima u Dalmaciji. 

## Vanjske poveznice
- Diskografija – Discogs (engl.)
- Fanpage (engl.) (njem.)
- Biografija – The DJ List – Arhivirano 6. srpnja 2008. (Wayback Machine) (engl.)